# یواس‌اس گلایول (۱۸۶۴)
یواس‌اس گلایول (۱۸۶۴) (به انگلیسی: USS Gladiolus (1864)) یک کشتی بود که طول آن 88' بود.